# Kadir Has Spor Salonu
Kadir Has Spor Salonu – hala widowiskowo-sportowa w Kayseri, w Turcji. 

## Historia
Została wybudowana w latach 2004–2008 i otwarta 23 maja 2008 roku. Może pomieścić 7200 widzów. Swoje spotkania rozgrywają na niej koszykarze drużyny Kayseri Basketbol. Poza główną halą wewnątrz areny znajdują się również dwie sale konferencyjne i kilka mniejszych sal sportowych m.in. do sportów walki, tenisa stołowego i squasha. W 2010 roku obiekt był jedną z aren mistrzostw świata w koszykówce. W ramach tego turnieju rozegrano na nim 15 spotkań fazy grupowej (wszystkie mecze grupy A).